# Christen-Democratische Partij
Christen-Democratische Partij (CDP) var ett nederländskt, reformistiskt vänsterparti, bildat 1905 av Andries P Staalman och andra avhoppare från det Anti-revolutionära Partiet (ARP).
Man byggde sin politik på kristna värderingar men, till skillnad från ARP, avvisade man inte samarbete med icke-konfessionella partier.
CDP arbetade för minskade klyftor i samhället, allmän sjuk- och invaliditetsförsäkring, progressiv beskattning och stärkt inflytande för arbetarna.
Partiet valdes in i flera kommunfullmäktigeförsamlingar och i landstingsfullmäktige i provinsen Noord-Holland.
1918 valdes man för första gången in i den andra kammaren i det nederländska parlamentet, med omkring 10 000 röster (0,8 %).
Detta sedan allmän manlig rösträtt och ett proportionellt valsystem införts.
CDP ställde även upp i de allmänna valen 1922 och 1925 men lyckades inte erövra några fler mandat eftersom valsystemet förändrats, så att det blev svårare för småpartier att uppnå riksdagsrepresentation.
Partiet gick 1926 samman med två andra småpartier (Kristligt Sociala Partiet och Kristna Socialistförbundet) och bildade Kristdemokratiska Unionen.